# Медаль «Земському війську»
Медаль «Земському війську» (рос. Медаль «Земскому войску») — військова нагорода Російської імперії, започаткована 15 березня 1807 року для нагородження військовослужбовців міліції (земського ополчення) які брали участь у Війні четвертої коаліції 1806–1807 років.

## Причини появи нагороди
Маніфестом від 30 листопада 1806 року імператор Олександр І скликає народне ополчення (міліцію) в зв'язку з Війною четвертої коаліції. Це ополчення було земське, тобто засноване зусиллями місцевих органів самоврядування. В українських губерніях Російської імперії, в земському ополченні взяли участь представники місцевих шляхетсько-старшинських родів. В земській міліції 1806–1807 років, брали участь понад 612 т. чоловік. Рядові ополченці були з державних та власницьких селян, офіцерами ж ставали представники місцевої шляхти. Дуже важливу роль в цьому відігравали губернські та повітові маршалки шляхти. Після укладання Тільзитського миру 1807 року земське ополчення було розформовано.

## Умови нагородження
Медаль була в двох типів: золота та срібна.
 Срібна медаль була затверджена 15 березня 1807 року. Її отримували ополченці які брали участь в бойових діях.
 Золота медаль була затверджена 28 вересня 1807 року. Її отримували офіцери які брали участь у формуванні земської міліції. Офіцери, які брали участь в бойових діях, отримували медаль на георгіївській стрічці, інші отримували медаль на володимирській стрічці.

## Опис медалі
Медаль складається з срібного чи золотого диску діаметром 28 мм, та стрічки (колодка). Стрічка медалі георгіївська чорно-жовта, чи володимирська чорно-червона.
Золота медаль «Земському війську»
|  | Аверс медалі, зображення імператора Олександра І, ім'я та титул російською мовою «АЛЕКСАНДРЪ I. ИМП. ВСЕРОСС.», дата 1807, прізвище медальєра, «C. Leberecht f.» | Файл:Medal "For zemstvo army", gold, reverse.jpg | Реверс медалі, напис в середині дубового вінка, російською мовою, «ЗА ВѢРУ И ОТЕЧЕСТВО», «ЗЕМСКОМУ ВОЙСКУ.», обидва написи розділені горизонтальною смужкою |

Срібна медаль «Земському війську»
| Файл:Medal "For zemstvo army", silver, averse.jpg | Аверс медалі, зображення імператора Олександра І, ім'я та титул російською мовою «АЛЕКСАНДРЪ I. ИМП. ВСЕРОСС.», дата 1807, прізвище медальєра, «C. Leberecht f.» | Файл:Medal "For zemstvo army", silver, reverse.jpg | Реверс медалі, напис в середині дубового вінка, російською мовою, «ЗА ВѢРУ И ОТЕЧЕСТВО», «ЗЕМСКОМУ ВОЙСКУ.», обидва написи розділені горизонтальною смужкою |

Стрічки до медалей
|  | Георгіївська, стрічка ордена святого Георгія, використовувалася на срібних медалях, також на золотих медалях якщо її власник брав участь, в бойових діях |  | Володимирська, стрічка ордена святого Володимира, використовувалася на золотих медалях, якщо її власник не брав участь, в бойових діях |